# Parafia Ducha Świętego w Hrubieszowie
Parafia Ducha Świętego w Hrubieszowie – parafia rzymskokatolicka w Hrubieszowie, w dekanacie Hrubieszów Południe. Została erygowana w 2001.
Świątynia została wzniesiona w oparciu o projekt przygotowany dla kościoła św. Józefa Sebastiana Pelczara w Przeworsku. 
Proboszczem od 2013 jest ks. Marek Giergiel. 

## Zasięg parafii
Parafia obejmuje ulice Hrubieszowa: Nowa, Gródecka, Wyzwolenia, Krasickiego, Ceglana, Łąkowa, Kolejowa, Dworcowa, Polna (część), Listopadowa (część), Piłsudskiego (część) oraz wsie: Czumów, Gródek, i Ślipcze.

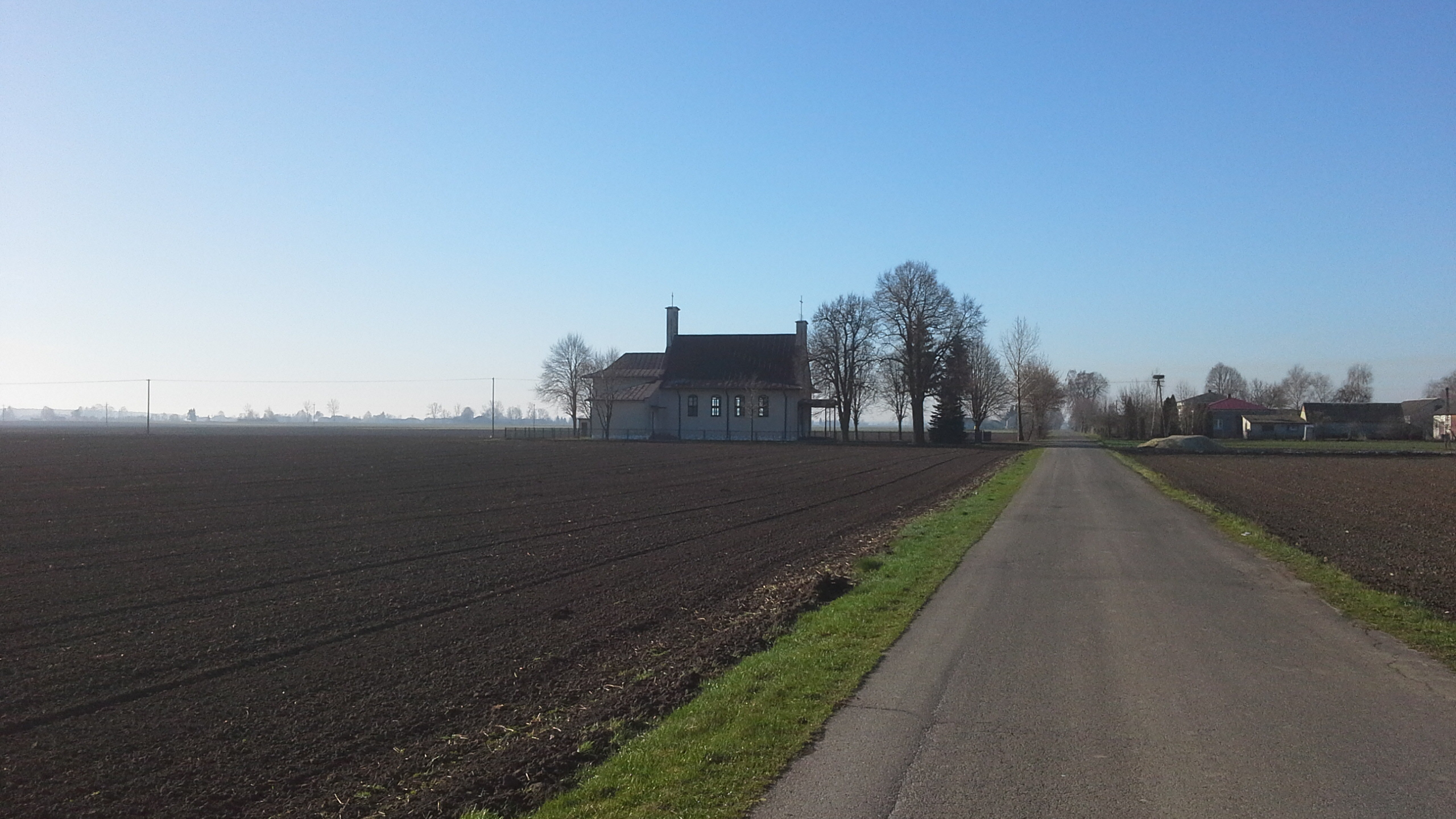
Kościół filialny w Ślipczu